# Slavoj Žižek
Slavoj Žižek (phát âm tiếng Slovene: [ˈslaʋɔj ˈʒiʒɛk]; sinh ngày 21 tháng 3 năm 1949) là một nhà triết học, lý luận văn hóa và trí thức đại chúng gốc Slovenia. Ông hiện giữ chức giám đốc Viện Nhân văn Birkbeck thuộc Đại học London, đồng thời là giáo sư thỉnh giảng tại Đại học New York và là nhà nghiên cứu cấp cao của Khoa Triết học Đại học Ljubljana. Các lĩnh vực chuyên môn của ông bao gồm triết học lục địa (đặc biệt là chủ nghĩa Hegel, phân tâm học và chủ nghĩa Marx), lý thuyết chính trị, phê bình phim và thần học.
Žižek là thành viên nổi bật của trường phái phân tâm học Ljubljana, một nhóm các học giả Slovenia chuyên nghiên cứu về các chủ đề như chủ nghĩa duy tâm Đức, phân tâm học Lacan, phê bình hệ tư tưởng và phê bình truyền thông. Ông là tác giả của hơn 50 cuốn sách được viết bằng nhiều ngôn ngữ. Trong đó, tác phẩm mang tính đột phá nhất phải kể đến chính là cuốn The Sublime Object of Ideology (1989). Đây cũng là cuốn sách đầu tiên ông viết hoàn toàn bằng tiếng Anh, và do vậy nó đảm nhận vai trò dẫn nhập độc giả toàn cầu vào trường phái triết học Ljubljana. Với phong thái đặc trưng khi xuất hiện trước công chúng, cùng độ thường xuyên đăng các xã luận trái chiều và các tác phẩm học thuật, cộng thêm những trò đùa tục tĩu và các ví dụ liên quan đến văn hóa đại chúng, cũng như những lời khiêu khích chính trị không đúng đắn, đã khiến cho danh tiếng của ông nổi như cồn, song ông cũng vấp phải không ít lời chỉ trích từ giới học thuật vì chính điều đó.
Năm 2012, tờ Foreign Policy liệt Žižek vào danh sách 100 nhà tư tưởng toàn cầu hàng đầu, gọi ông là "nhà triết học siêu sao", trong khi trên những mặt báo khác, ông được mệnh danh là "Elvis của lý thuyết văn hóa" và "nhà triết học nguy hiểm nhất ở phương Tây". Ngoài ra Žižek cũng được vinh danh là "nhà tư tưởng Hegel hàng đầu của thời đại chúng ta", và "người dẫn giải quan trọng nhất của lý thuyết Lacan". Tạp chí Quốc tế về Nghiên cứu Žižek,  được thành lập bởi giáo sư David J. Gunkel và Paul A. Taylor, là tờ báo học thuật dành riêng cho việc phân tích các công trình của Žižek.

## Tư tưởng
Nhiều nhà bình luận coi tư tưởng của Žižek thuộc trường phái "Hegel-Lacan". Hồi đầu sự nghiệp, Žižek từng khẳng định tư tưởng của ông là "một không gian lý thuyết đúc kết từ ba trọng tâm: phép biện chứng Hegel, phân tâm học Lacan, và các phê bình hệ tư tưởng đương thời", tuyên bố "lý thuyết của Jacques Lacan" đóng vai trò cơ bản. Song vào năm 2010, Žižek đổi ý cho rằng Hegel quan trọng hơn Lacan— "Thậm chí Lacan cũng chỉ là một công cụ để tôi đọc Hegel. Đối với tôi, luôn luôn là Hegel, Hegel, Hegel." Năm 2019, ông nói "theo tôi, tất cả triết học chỉ xảy ra trong vòng 50 năm" giữa thời điểm xuất bản cuốn Phê phán lý tính thuần túy của Immanuel Kant (1781) và cái chết của vị triết gia lỗi lạc Georg Wilhelm Friedrich Hegel (1831).

### Sự thất bại và tính chủ quan
Dựa theo Hegel (và Lacan), Žižek cho rằng mỗi khi người ta cố gắng hiện thực hóa một quan điểm nào, điều đó lại thường tự mâu thuẫn với chính nó và do vậy thất bại theo quy chuẩn mà nó vốn đặt ra; "đó đâu phải một câu chuyện về sự vượt bỏ mặt đối kháng mang tính tiến bộ, phép biện chứng đối với Hegel chẳng qua là một ký hiệu có hệ thống về sự thất bại của tất cả những nỗ lực kiểu vậy". Để đạt đến chân lý và sự tự do ("Tri thức tuyệt đối", theo thuật ngữ của Hegel), Žižek lí luận rằng ta nên ngừng nỗ lực vượt qua bế tắc, vì chúng là thứ không thể tránh khỏi; thay vào đó, ta nên thuận theo chúng và nắm bắt những cơ hội tích cực mà chúng đem lại. Điều này đồng nghĩa với việc ta phải thuận theo tính chủ quan, bởi theo Žižek, bản thân cái tính chủ quan  được định hình bởi những bế tắc (theo thuật ngữ phân tâm học, giữa ý thức và vô thức) dẫn đến thất bại.

### Lý thuyết chính trị

#### Về hệ tư tưởng
Lý thuyết về hệ tư tưởng dựa trên nền tảng thuyết Lacan của Žižek là một trong những đóng góp lớn của ông cho ngành lý thuyết chính trị. Cuốn sách đầu tiên bằng tiếng Anh của ông, The Sublime Object of Ideology (tạm dịch: Khách thể cao thượng của ý thức hệ), và bộ phim tài liệu The Pervert's Guide to Ideology (tạm dịch: Cẩm nang của kẻ đồi trụy về hệ tư tưởng) là những tác phẩm nổi tiếng bàn về chủ đề đã nêu bên trên. Žižek tin rằng ý thức hệ thường bị hiểu lầm là mang tính nhị nguyên, và theo ông thì cái thuyết nhị nguyên bị hiểu lầm này cho rằng tồn tại một thế giới thực gồm các quan hệ vật chất và các khách thể bên ngoài bản thân mà lý trí có thể tiếp cận được.
Đối với Žižek, cũng như đối với Marx, hệ tư tưởng được tạo thành bởi những hư cấu kiến tạo nên đời sống chính trị; theo thuật ngữ Lacan, hệ tư tưởng thuộc về phổ biểu trưng. Žižek lập luận rằng những hư cấu này chủ yếu được duy trì ở mức độ vô thức, chứ không phải ý thức. Vì theo lý thuyết phân tâm học, vô thức có thể trực tiếp quyết định hành động của một người, bỏ qua tri giác có ý thức của người đó (xem lầm lỡ kiểu Freud). Hệ tư tưởng có thể được biểu hiện qua hành vi của một người, bất kể niềm tin có ý thức của người đó. Do vậy, Žižek đoạn tuyệt với cách diễn giải Marxist chính thống coi hệ tư tưởng như là một hệ thống những niềm tin sai lầm (xem Ý thức sai lầm). Dựa trên cuốn Kritik der zynischen Vernunft (Phê phán lý tính hoài nghi) của Peter Sloterdijk, Žižek lập luận rằng vận dụng quan điểm hoài nghi vẫn không đủ để thoát khỏi hệ tư tưởng, vì theo ông, mặc dù các chủ thể hậu hiện đại luôn hoài nghi về tình hình chính trị, họ vẫn tiếp tục củng cố nó thông qua hành vi của chính họ.

#### Về tự do
Žižek khẳng định (một ý niệm về) tự do chính trị được duy trì bởi một sự bất tự do sâu sắc hơn, ít nhất là dưới ách chủ nghĩa tư bản tự do. Trong một bài báo năm 2002, Žižek tán thành sự phân biệt giữa tự do hình thức và tự do thực tế được đề xướng bởi Lenin, tuyên bố rằng xã hội tự do (liberal) chỉ bao hàm tự do hình thức, tức là "sự tự do lựa chọn dưới sự phối hợp của các mối quan hệ quyền lực hiện có", chứ cấm tiệt tự do thực tế, tức là "cái điểm can thiệp làm suy yếu những sự phối hợp này." Trong một cuốn sách xuất bản cùng năm, Žižek viết như sau khi bàn về những điều kiện kiểm duyệt tự do: "chúng ta 'cảm thấy tự do' bởi vì chúng ta thiếu ngôn từ diễn đạt sự bất tự do". Trong một bài báo năm 2019, ông bình phẩm về Marx như sau: "[Marx] đã đưa ra một nhận định rất quý giá khi cho rằng nền kinh tế thị trường là sự kết hợp độc đáo giữa tự do chính trị/cá nhân cộng với sự bất tự do xã hội: tự do cá nhân (tự do bán chác bản thân trên thị trường) chính là dạng thức bất tự do của ta." Tuy nhiên vào năm 2014, ông bác bỏ luận điệu mỉa mai 'tự do hình thức' của những "người ngụy Marxist", phê phán rằng: "Chỉ khi chúng ta đạt được tự do hình thức, thì chúng ta mới biết cái tự do kiểu ấy hạn chế đến mức nào."

#### Về chủ nghĩa cộng sản
Tuy đôi khi chấp nhận danh hiệu 'tả khuynh cấp tiến', Žižek vẫn tự nhận mình là một người cộng sản, mặc dù ông coi chủ nghĩa cộng sản thế kỷ 20 là một "thất bại hoàn toàn", và chê bai "chủ nghĩa cộng sản thế kỷ 20, cụ thể hơn là toàn bộ mạng lưới các hiện tượng mà chúng ta gọi là chủ nghĩa Stalin ... có lẽ là thảm họa tồi tệ nhất về hệ tư tưởng, chính trị, đạo đức, xã hội (v.v.) trong lịch sử nhân loại." Tuy vậy Žižek cho rằng thuật ngữ 'chủ nghĩa cộng sản' báo hiệu một bước tiến thực sự ra ngoài trật tự xã hội hiện thời, một phần là bởi thuật ngữ 'chủ nghĩa xã hội' không còn mang hàm ý đủ căn bản nữa, và cái từ ấy hiện đã bị lạm dụng đến mức ý nghĩa của nó giờ chỉ có thể dùng để chỉ vu vơ những người "quan tâm đến xã hội".
Žižek tự coi mình là "người cộng sản theo nghĩa đủ tiêu chuẩn". Khi phát biểu tại hội nghị The Idea of Communism (Tư tưởng của chủ nghĩa cộng sản), ông đã gọi những người biểu tình Chiếm lấy Phố Wall là 'những người cộng sản':
Họ đâu phải những người cộng sản, theo sắc nghĩa 'chủ nghĩa cộng sản' là cái hệ thống đáng sụp đổ vào năm 1990 - và nhớ rằng những người cộng sản hiện còn nắm quyền lực đang điều hành một thứ chủ nghĩa tư bản tàn nhẫn nhất (tức Trung Quốc). ... Ngụ ý duy nhất khi gọi những người biểu tình bằng cái tên 'những người cộng sản' chính bởi họ quan tâm đến những cái tầm thường - cái tầm thường của tự nhiên, của tri thức - những điều mà đang bị đe dọa bởi cái hệ thống. Họ bị gièm pha là những kẻ mơ mộng, song những kẻ mơ mộng thực sự là những kẻ nghĩ rằng sự thời có thể tiếp diễn vĩnh cửu theo khuôn mẫu hiện tại, với một chút sự thay đổi tướng mạo. Họ đâu phải những kẻ mơ mộng; họ đang thức tỉnh khỏi cái giấc mơ đang dần trở thành một ác mộng. Họ đâu có phá phách thứ gì; họ chỉ đang phản ứng về sự tự hoại của chính cái hệ thống ấy.